# دائرة عظمى

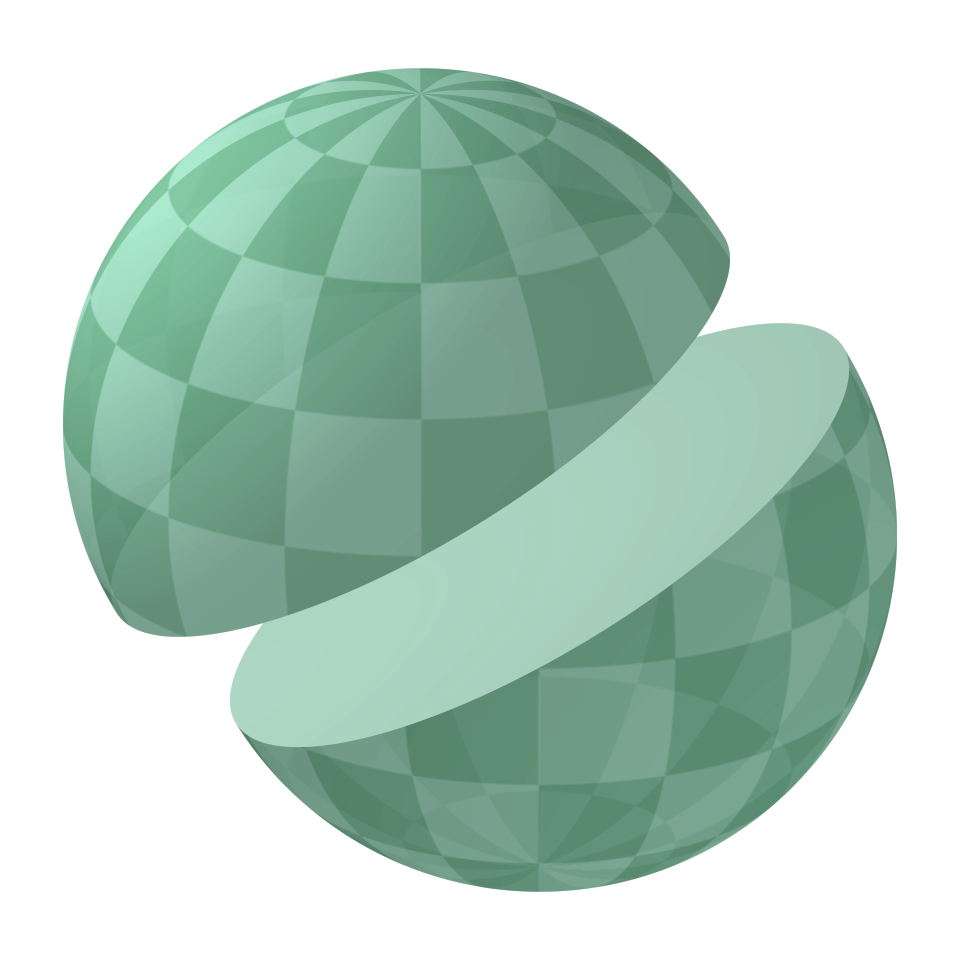
الدائرة العظمى تقسم الكرة إلى نصفي كرتين متساويين

في الهندسة الرياضية، تعرف الدائرة الكبرى أو الدائرة الكبيرة أو الدائرة العظمى أو الدائرة العظيمة على أنها دائرة من سطح كرة والتي يكون لها محيط مساوياً لمحيط الكرة، وتقسمها إلى نصفي كرتين متساويتين. وبتعبير آخر فإن الدائرة العظمى هي دائرة على الكرة لها مركز متطابق مع مركز الكرة. الدائرة العظمى هي تقاطع كرة مع مستوي يمر من مركزها. ويكون نصف قطرها مساوياً لنصف قطر الكرة.

## مقالات ذات صلة
- زاوية مركزية
- مسافة دائرة عظمى
- كما يطير الغراب